# Victor Boștinaru
Victor Boștinaru (Valea Mare, 17 maggio 1952) è un politico rumeno, membro del Partito Social Democratico e europarlamentare dal 2007.

## Biografia

### Formazione
Si è laureato in storia e geografia all'Università di Bucarest. Fino al 1989 ha lavorato nelle scuole medie nel distretto di Dâmbovița come insegnante delle materie in cui si è laureato.

### Carriera politica
Ha militato nel Fronte di Salvezza Nazionale, è stato il suo vicepresidente e leader a Dâmbovița, e nel 1990 è stato anche presidente del Consiglio regionale provvisorio di unità nazionale. In seguito ha aderito al Partito Democratico, diventando vicepresidente del PD, e per sette anni è stato segretario per le relazioni internazionali. Nel 2000 è entrato a far parte del Partito Social Democratico, nel quale ha assunto la direzione del dipartimento delle relazioni internazionali. Divenne il suo rappresentante nel Partito del Socialismo Europeo.
Dal 1990 al 2000 ha ricoperto la carica di membro della Camera dei deputati rumena. È stato membro della delegazione rumena all'Assemblea parlamentare dell'Organizzazione per la sicurezza e la cooperazione in Europa. In seguito è stato consigliere del presidente della camera bassa del Parlamento e nel 2004 è stato segretario di Stato per breve tempo presso il Ministero degli affari esteri.
Nel 2007 ha ottenuto il mandato di deputato al Parlamento europeo. Nelle elezioni del 2009, ha ottenuto con successo la rielezione. Nella settima legislatura, è diventato membro di un nuovo gruppo chiamato Alleanza Progressista dei Socialisti e dei Democratici, nonché della commissione per le petizioni e della commissione per lo sviluppo regionale. Nel 2014 è stato eletto nella nuova legislatura del Parlamento europeo.